# Zamek Houska
Zamek Houska (cz. Hrad Houska) – czeski zamek renesansowy, wcześniej gotycki, leżący we wschodniej części parku kajobrazowego Kokořínsko, 47 km na północ od Pragi, na obszarze niewielkiej miejscowości Houska w gminie Blatce, w powiecie Česká Lípa, w kraju libereckim, pod adresem Houska 1, 471 62 Doksy. Godne uwagi miejsca zamku to głównie gotycka kaplica, zielona komnata z późnogotyckimi naściennymi malowidłami i salon rycerski. Jest to jedna z najlepiej zachowanych do dziś twierdz z czasów czeskiego władcy Przemysła Otakara II.

## Historia
Został zbudowany w drugiej połowie XIII wieku, prawdopodobnie z rozkazu Przemysła Otakara II w trakcie jego panowania w latach 1253–1278, jako centrum administracyjne, z którego można było zarządzać rozległymi majątkami królewskimi. W wkrótce zamek przeszedł na majątek arystokratyczny, w którym pozostał aż do 1924 roku, kiedy został kupiony przez przemysłowca i polityka Josefa Šimoneka. Podczas II wojny światowej do 1945 roku zamek był zajmowany przez Wehrmacht.

## Legendy i zjawiska paranormalne
Budowla powszechnie uważana jest za nawiedzoną, wielu ludzi twierdzi że doświadczyło tam zjawisk paranormalnych. Według miejscowej ludowej legendy zamek przykrywa szczelinę prowadzącą prosto do piekła, a zbudowany został specjalnie po to żeby uniemożliwić uwięzionym tam demonom przedostanie się do realnego świata.
Według niepotwierdzonych informacji, naziści mieli odprawiać w zamku obrzędy okultystyczne.

## Galeria

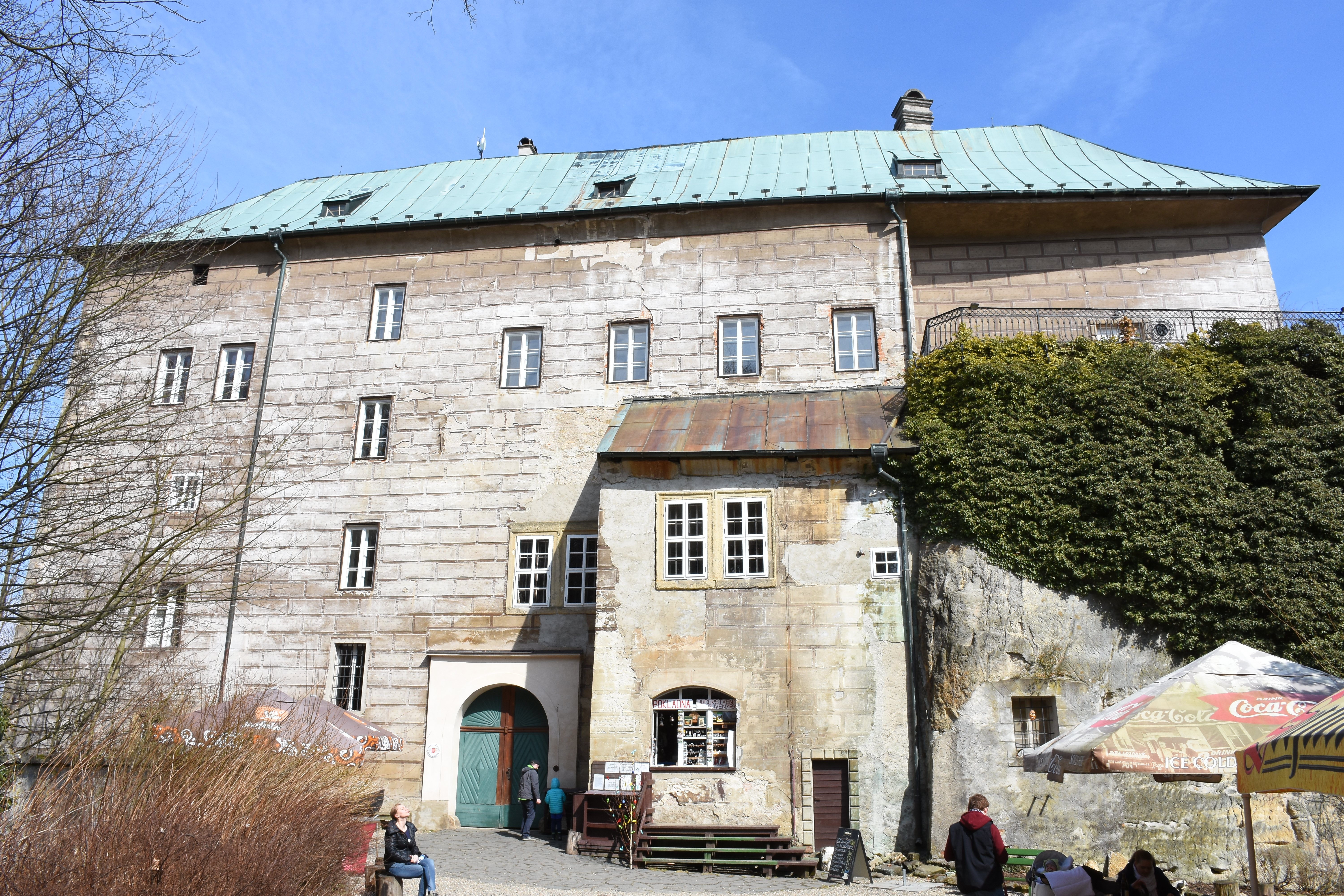
Zamek
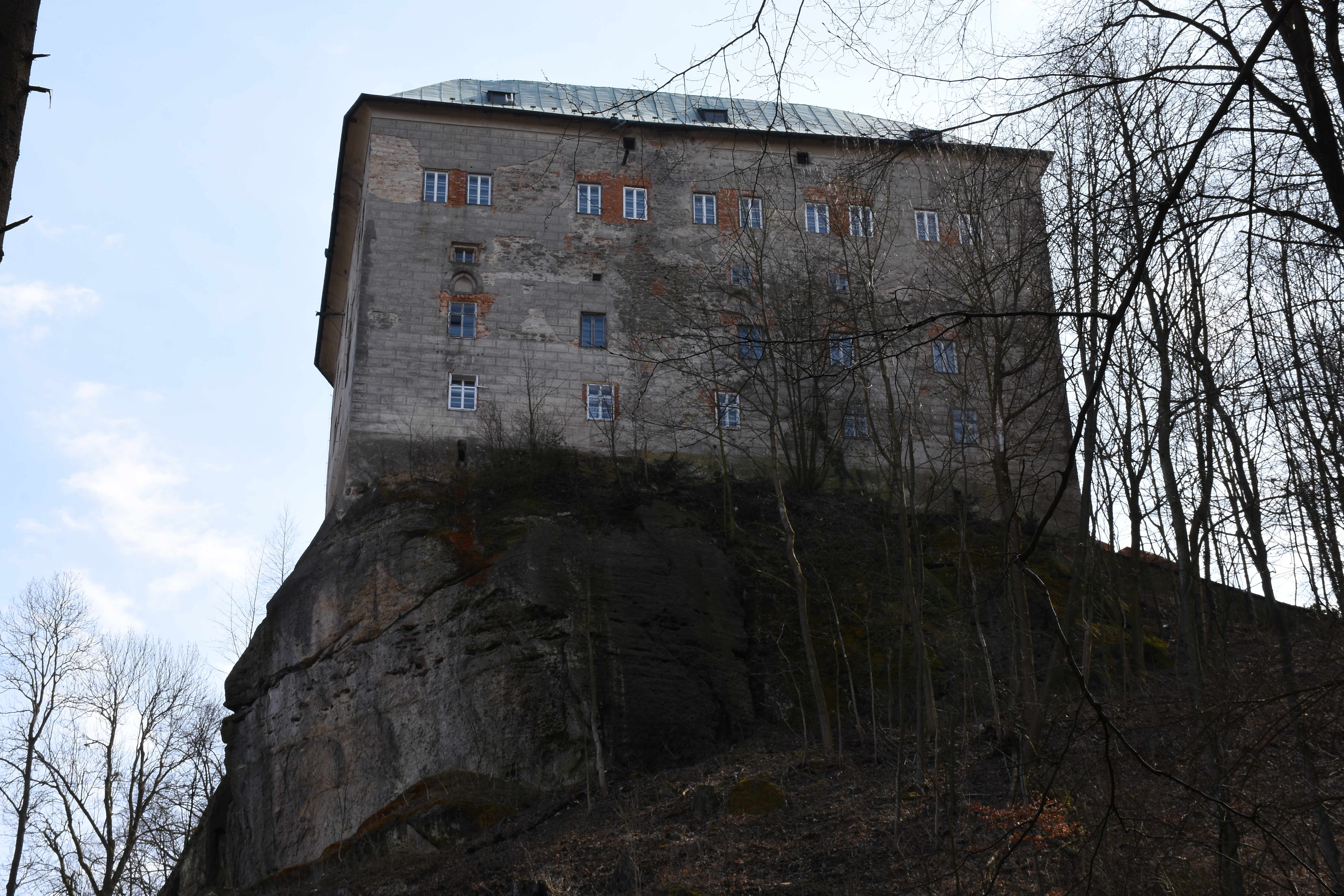
Zamek
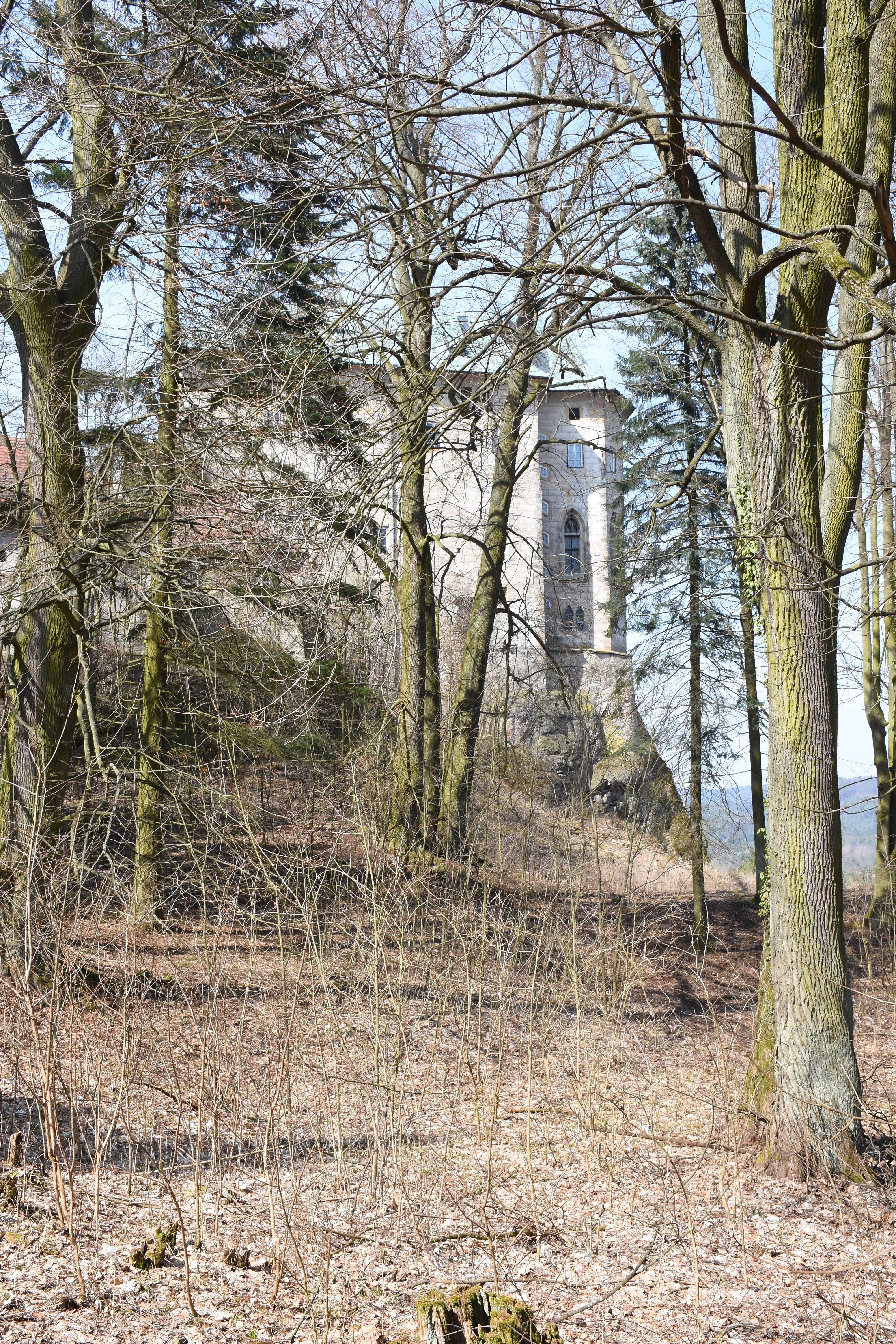
Zamek
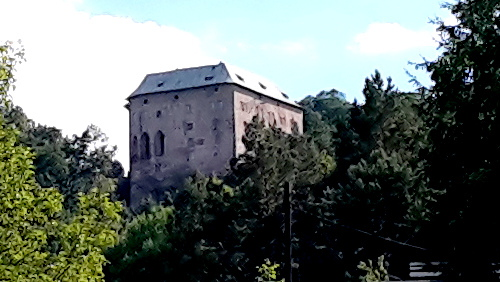
Zamek
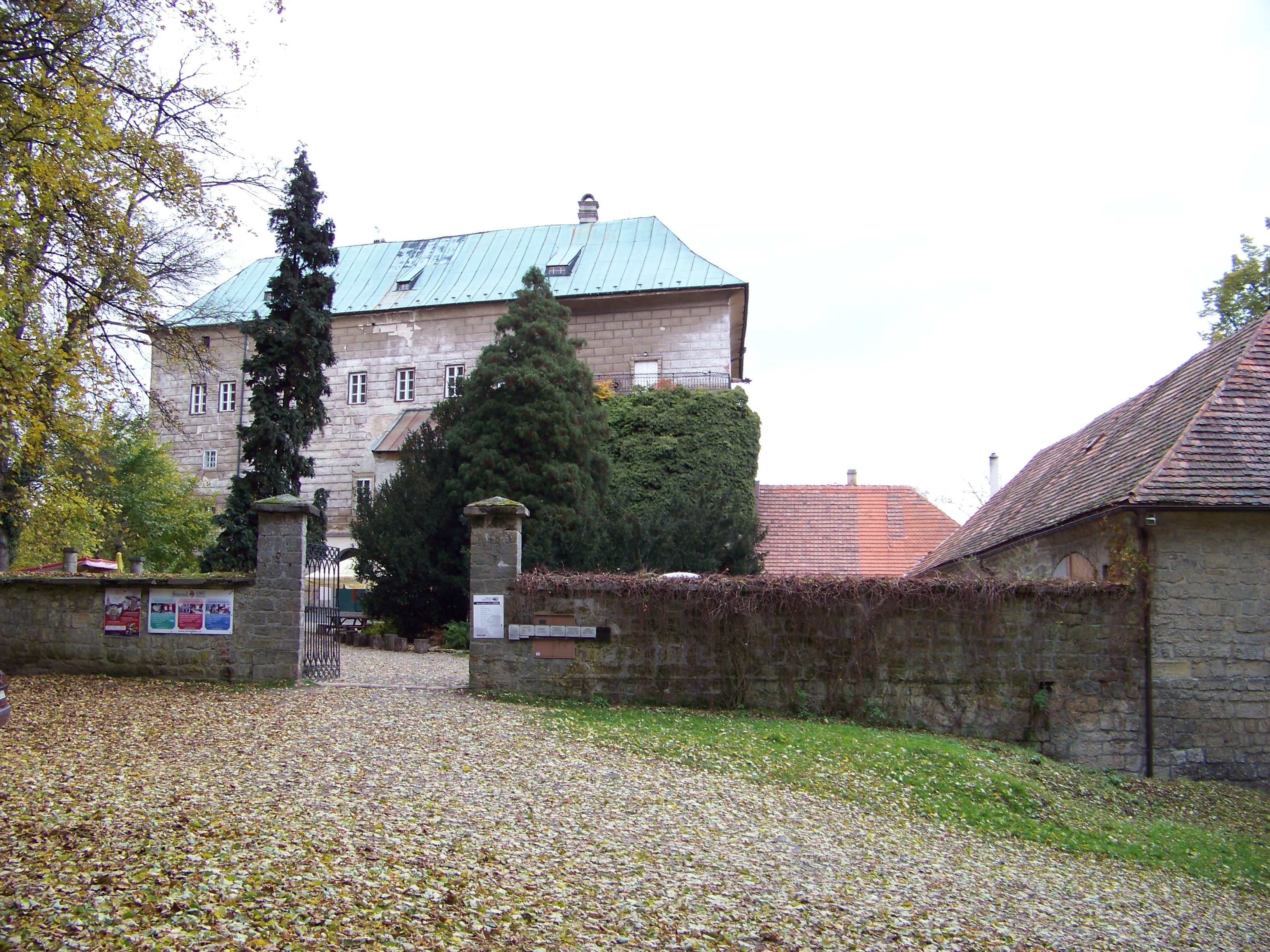
Brama
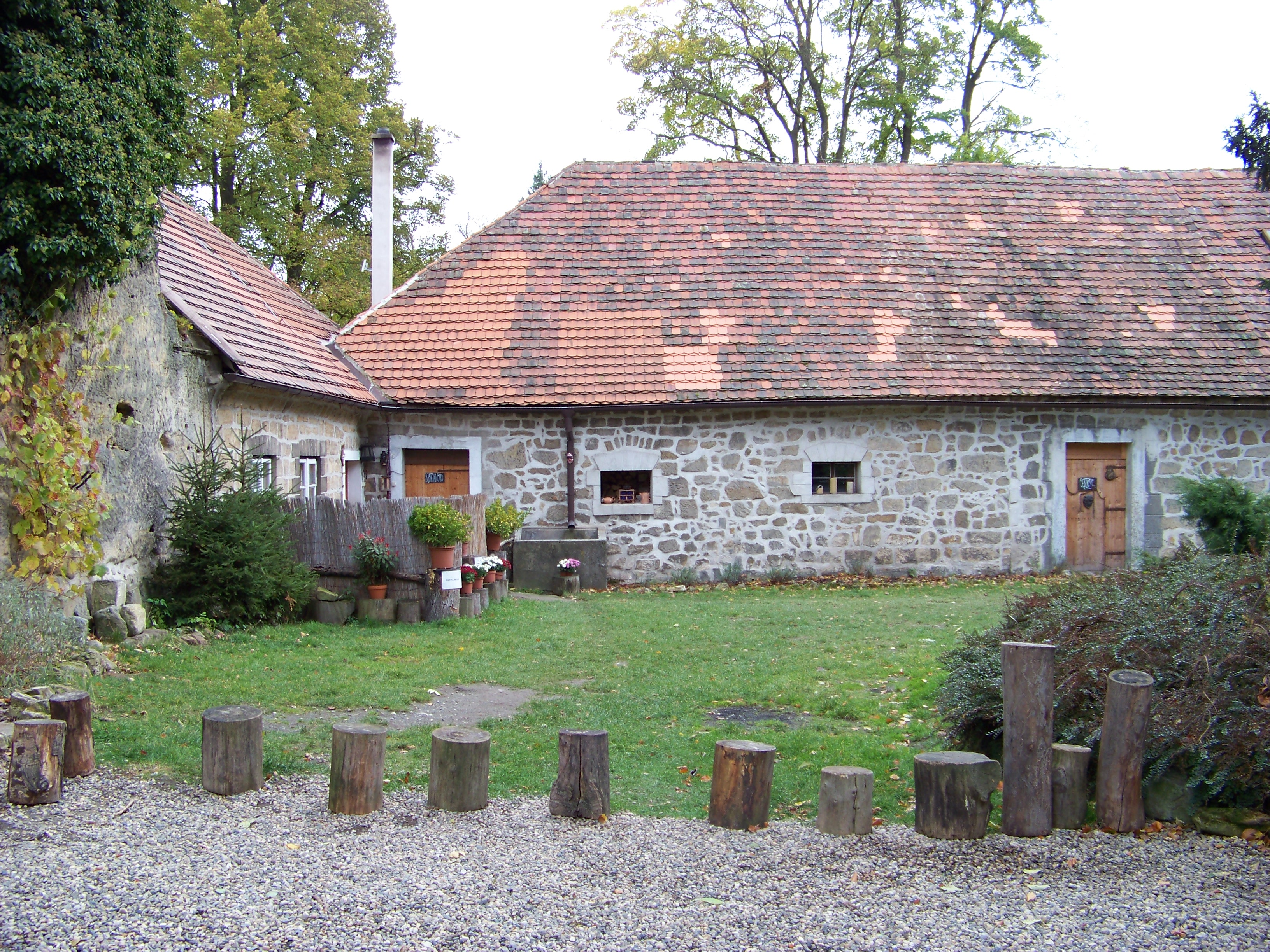
Dobudówka
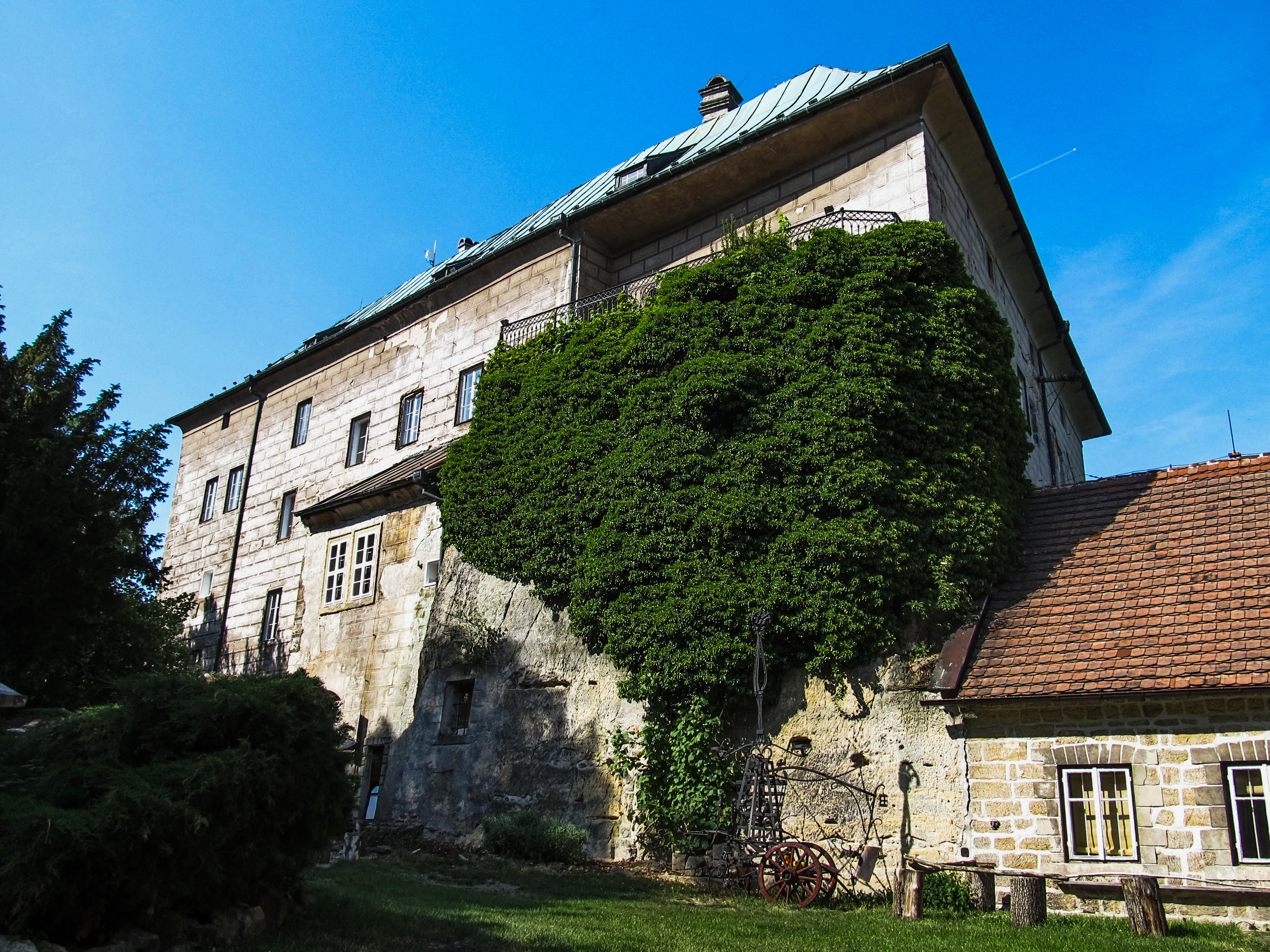
Zamek
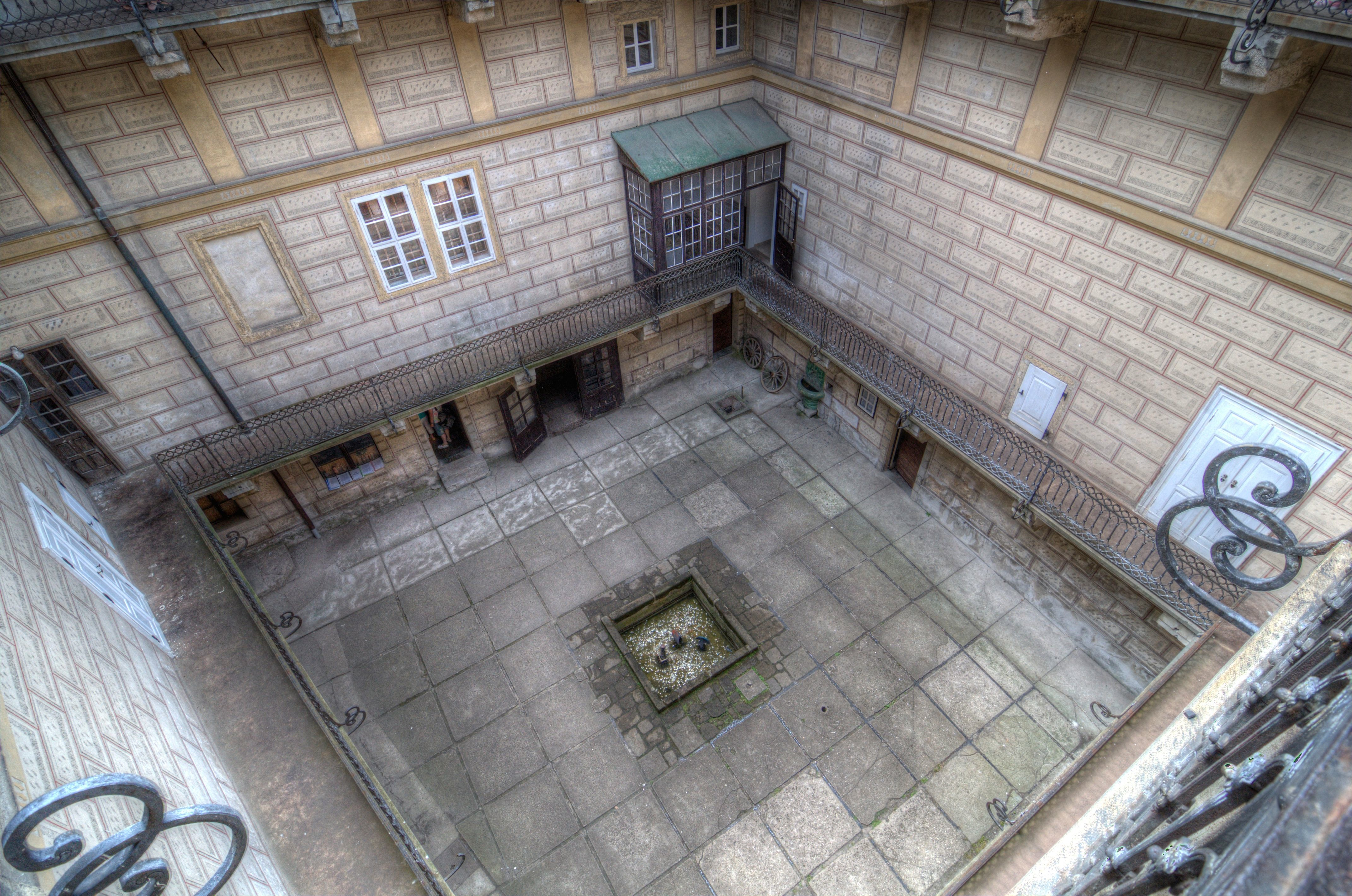
Dziedziniec
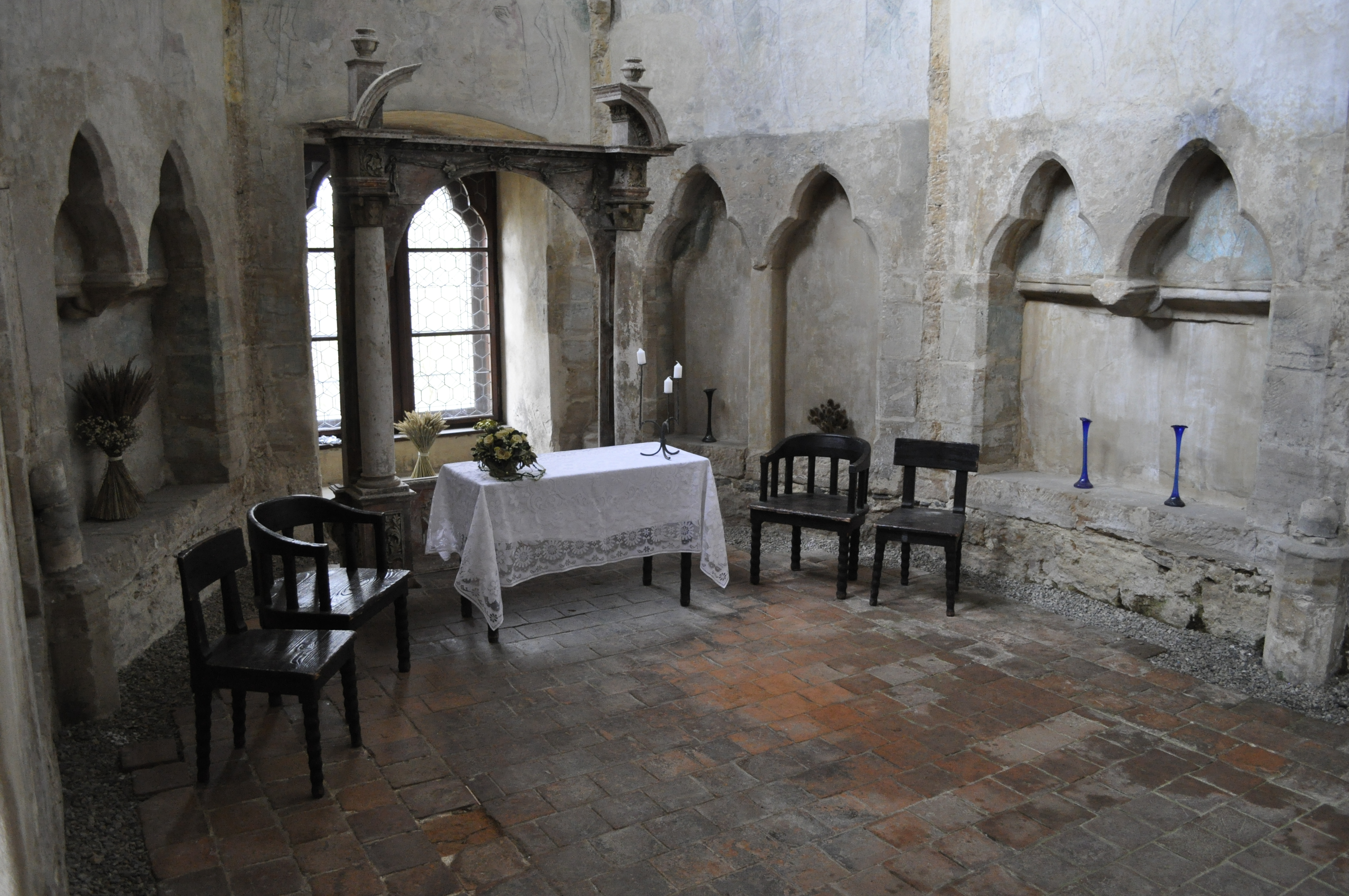
Kaplica
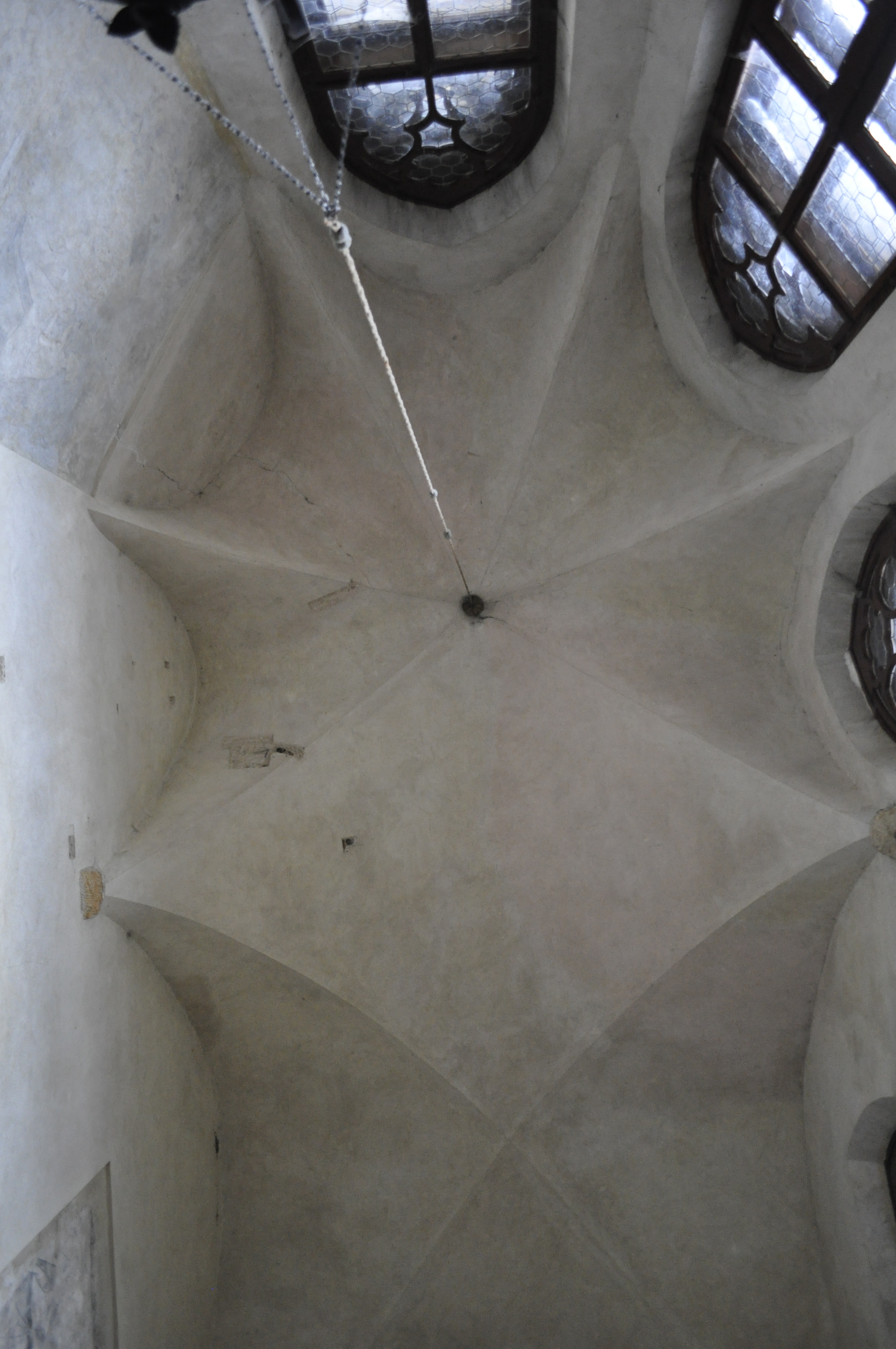
Sklepienie kaplicy
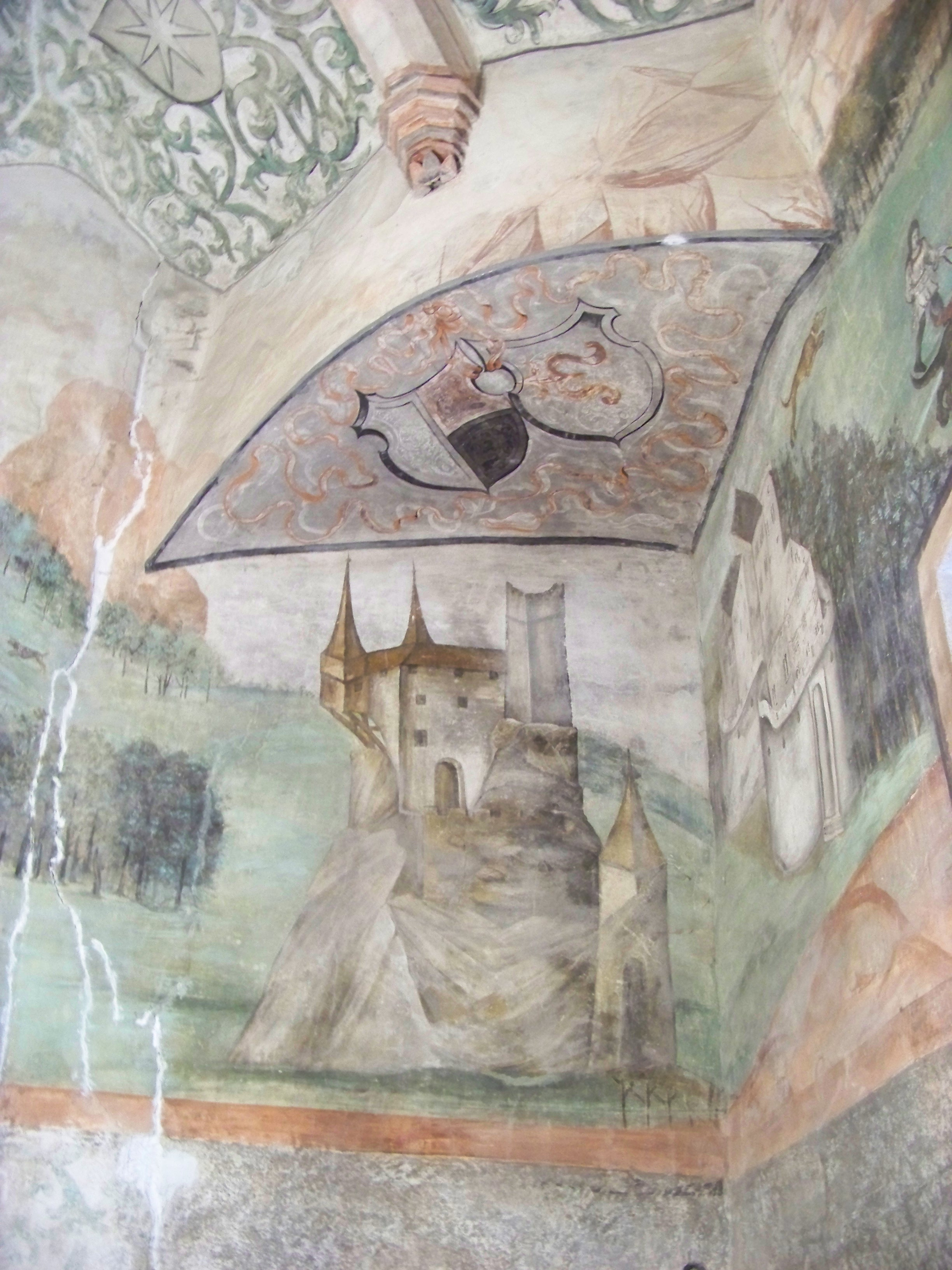
Freski